# 贵清山镇
贵清山镇，是中华人民共和国甘肃省定西市漳县下辖的一个乡镇级行政单位。
2016年，甘肃省民政厅批复同意撤销草滩乡，设立贵清山镇。

## 行政区划
贵清山镇下辖以下地区：
桦林村、香桥村、金家门村、安家门村、阎家门村、柯寨村、果林村、叭嘛村、杨河村、铁炉村、高山村和草地下村。